# Z4 Richard Beitzen
Lo Z4 Richard Beitzen fu un cacciatorpediniere della Kriegsmarine tedesca, quarta unità della classe Zerstörer 1934 ed entrato in servizio nel maggio 1937.
Attiva durante la seconda guerra mondiale, l'unità ebbe un'intesa carriera bellica operando su una gran varietà di teatri, dal Mare del Nord all'Oceano Atlantico e dalle coste della Norvegia a quelle del Mar Glaciale Artico, partecipando tra le altre azioni all'operazione Cerberus (febbraio 1942), all'operazione Wunderland (agosto-ottobre 1942) e alla battaglia del mare di Barents (dicembre 1942). Catturata dai britannici a Oslo al termine delle ostilità nel maggio del 1945, fu assegnata come preda al Regno Unito ma praticamente non utilizzata a causa del pessimo stato in cui fu rinvenuta; l'unità fu quindi avviata alla demolizione nel gennaio 1949.

## Storia

### Prime operazioni
Ordinata il 7 luglio 1934 e impostata a Kiel il 7 gennaio 1935 nei cantieri Deutsche Werke, l'unità fu varata sullo scalo numero K245 il 30 novembre 1935 con il nome di Z4 Richard Beitzen in onore del Kapitänleutnant Richard Beitzen, comandante della 14ª Flottiglia torpediniere della Kaiserliche Marine tedesca caduto in combattimento il 30 marzo 1918 durante la prima guerra mondiale, entrando poi in servizio il 13 maggio 1937 agli ordini del Fregattenkapitän Hans-Joachim Gadow. Nell'aprile del 1938 l'unità visitò il porto di Ulvik in Norvegia insieme alle gemelle Z2 Georg Thiele e Z3 Max Schultz, e al rientro in Germania tornò nei cantieri della Deutsche Werke per lavori di ricostruzione della prua volti a ridurre l'impatto del mare grosso su di essa, modifiche che comportarono un aumento della lunghezza dello scafo; in agosto la nave partecipò a una rivista generale della flotta tedesca e alle seguenti grandi manovre. Assegnato alla 1. Zerstörer-Flottille in ottobre, nel dicembre seguente il Beitzen salpò con i gemelli Z1 Leberecht Maass, Georg Thiele e Max Schultz per una crociera nelle acque dell'Islanda onde testare gli effetti della navigazione invernale in pieno oceano Atlantico settentrionale sugli scafi di queste nuove unità; tra il 23 e il 24 marzo 1939, invece, il cacciatorpediniere fece da scorta alla corazzata Deutschland diretta a trasportare Adolf Hitler in visita alla città di Memel, da poco rioccupata da parte della Germania. Il mese successivo il cacciatorpediniere partecipò alle manovre della flotta nel mar Mediterraneo occidentale, durante le quali compì varie visite ai porti della Spagna e del Marocco; al suo ritorno in patria, il Beitzen riportò alcuni danni a poppa dopo essere stato accidentalmente speronato dalla nave scorta F9.
Allo scoppio della seconda guerra mondiale nel settembre 1939, il Beitzen fu assegnato alle operazioni di blocco del mar Baltico occidentale durante gli eventi della campagna di Polonia, ma fu ben presto trasferito nel Kattegat per ispezionare i mercantili neutrali in funzione anti-contrabbando sebbene una delle sue turbine non fosse operativa. Nella notte tra il 12 e il 13 dicembre 1939, il Beitzen compì una sortita nel Mare del Nord insieme a una flottiglia di quattro cacciatorpediniere agli ordini del Kommodore Friedrich Bonte, andando a depositare un campo di 240 mine navali davanti all'estuario del Tyne in Inghilterra che causò nei giorni successivi l'affondamento di undici mercantili per un totale di 18.979 tonnellate di stazza lorda; sulla via del rientro, la flottiglia dovette accorrere a scortare gli incrociatori Leipzig e Nürnberg che, mentre coprivano a distanza l'azione dei cacciatorpediniere, erano stati silurati e gravemente danneggiati dal sommergibile britannico HMS Salmon: le navi rientrarono poi in Germania nonostante un ulteriore attacco il giorno successivo del sommergibile HMS Ursula, che riuscì a silurare e affondare la nave scorta F9
Nella notte tra il 10 e l'11 gennaio 1940 il Beitzen salpò per una seconda missione di minamento delle acque inglesi davanti Newcastle upon Tyne, ma fu distaccato per scortare in patria il cacciatorpediniere Z22 Anton Schmitt che lamentava problemi all'apparato motore; nella notte tra il 9 e il 10 febbraio seguente il Beitzen e i cacciatorpediniere Max Schultz e Z16 Friedrich Eckoldt depositarono 110 mine al largo di Harwich, le quali causarono nei giorni seguenti l'affondamento di sei navi per complessive 28.496 tonnellate di stazza. Il 22 febbraio 1940 il Beitzen partecipò alla sfortunata operazione Wikinger: salpata per intercettare i pescherecci britannici che operavano nella zona del Dogger Bank, una flottiglia di sei cacciatorpediniere tedeschi fu bombardata per errore da un bombardiere tedesco Heinkel He 111 per poi incappare in un campo minato britannico, perdendo i cacciatorpediniere Leberecht Maass e Max Schultz.

### Azioni in Atlantico e Artico
Nell'aprile 1940 il Beitzen prese marginalmente parte all'operazione Weserübung, l'invasione tedesca di Norvegia e Danimarca: posto in riserva durante gli sbarchi principali del 9 aprile, il cacciatorpediniere salpò l'11 aprile per scortare l'incrociatore Köln a Wilhelmshaven e partecipò a missioni di posa di mine nel Kattegat dal 28 aprile al 20 maggio, quando fu posto in cantiere per lavori di manutenzione protrattisi fino a settembre. Dopo l'occupazione tedesca della Francia, in ottobre il Beitzen raggiunse Brest, da dove salpò la notte tra il 24 e il 25 novembre con i cacciatorpediniere Z10 Hans Lody e Z20 Karl Galster per una scorreria contro il traffico nemico nella zona di Land's End: dopo un attacco senza troppi effetti a un gruppo di pescherecci, le unità tedesche incapparono in un convoglio britannico affondando tre mercantili e danneggiandone un altro; i lampi delle cannonate richiamarono l'attenzione di una flottiglia di cinque cacciatorpediniere della Royal Navy, i quali però non riuscirono a ingaggiare le unità tedesche. Tre notti dopo le unità tedesche tentarono un'azione analoga: un attacco a un piccolo convoglio fruttò l'affondamento di un rimorchiatore e di una chiatta, ma questa volta i cacciatorpediniere britannici furono più rapidi a portarsi sul luogo dello scontro e a ingaggiare battaglia con i tedeschi; nel corso dell'azione il britannico HMS Javelin fu silurato dal Lody prima che entrambi i contendenti si ritirassero dal luogo dello scontro.
Dopo una missione di minamento della costa dell'Inghilterra sud-orientale nel gennaio 1941, il 16 marzo il Beitzen ritornò a Kiel per un turno di lavori di riparazione al termine dei quali, nel luglio seguente, l'unità fu inviata a Kirkenes in Norvegia per operare contro l'Unione Sovietica; ora assegnato alla 6. Zerstörer-Flottille, tra il 12 e il 13 luglio il cacciatorpediniere partecipò a una sortita contro il traffico navale sovietico affondando due piccoli mercantili, azione ripetuta il 22 luglio quando il Beitzen affondò un idrovolante sorpreso in acqua. Il 9 agosto, durante una terza sortita contro il traffico sovietico, il Beitzen rimase danneggiato dal fuoco di alcune batterie costiere e cinque giorni più tardi salpò alla volta della Germania per le riparazioni. Dopo aver fatto da scorta alla corazzata Tirpitz durante il suo trasferimento dal Baltico a Trondheim a metà gennaio 1942, il Beitzen salpò da Kiel per Brest il 24 gennaio con i cacciatorpediniere della 5. Zerstörer Flotille per prendere parte all'imminente operazione Cerberus; la mattina del 25 gennaio il cacciatorpediniere Z8 Bruno Heinemann urtò due mine britanniche depositate al largo della costa del Belgio e affondò: il Beitzen recuperò 200 naufraghi e li trasportò in salvo a Le Havre, per poi raggiungere Brest il 26 gennaio. L'operazione Cerberus, il rientro in Germania delle grandi unità tedesche ancorate a Brest tramite una traversata del canale de La Manica, ebbe inizio l'11 febbraio: il Beitzen fornì fuoco di copertura alle unità maggiori durante uno scontro con cacciatorpediniere britannici, riportando danni leggeri a causa di una bomba sganciata nelle vicinanze da un bombardiere Bristol Blenheim, poi abbattuto dalla stessa unità tedesca.
Pochi giorni dopo, il Beitzen scortò gli incrociatori Hipper e Prinz Eugen a Trondheim: il mare grosso obbligò il cacciatorpediniere e le altre unità di scorta a rientrare prima di aver raggiunto Trondheim, e di conseguenza il Prinz Eugen fu silurato e danneggiato da un sommergibile britannico. Dopo lavori di riparazione alle macchine in marzo, l'unità scortò l'incrociatore Lützow a Bogen in Norvegia per poi partecipare alla posa di un campo minato nello Skaggerak. Dopo alcune missioni nelle acque norvegesi, in agosto il Beitzen partecipò all'operazione Wunderland, una scorreria nel Mare di Kara da parte dell'incrociatore Admiral Scheer, e alla posa di un campo minato al largo di Capo Želanija. Tra il 13 e il 15 ottobre il Beitzen e altri tre cacciatorpediniere posarono mine al largo della Penisola di Kanin e all'imboccatura del Mar Bianco, su cui affondò nei giorni successivi il rompighiaccio sovietico Mikoyan.

### La battaglia del mare di Barents e la fine
Nel tardo dicembre 1942 il Beitzen partecipò all'operazione Regenbogen, un tentativo di intercettare il convoglio britannico JW 51B salpato alla volta di Murmansk sfociato poi nella battaglia del mare di Barents il 31 dicembre: il Beitzen e i cacciatorpediniere Z16 Friedrich Eckoldt e Z29 affondarono il dragamine britannico HMS Bramble ma a causa della pessima visibilità incapparono poi nell'incrociatore HMS Sheffield, che affondò lo Eckoldt prima che i tedeschi potessero ritirarsi. Tra il gennaio e l'aprile 1943 il Beitzen partecipò a varie missioni di scorta di navi da guerra e mercantili nelle acque norvegesi, per poi rientrare nel Baltico e andare ai lavori nei cantieri di Swinemunde fino ai primi di ottobre; rientrato nelle acque norvegesi, il cacciatorpediniere finì incagliato il 27 ottobre nello stretto di Karmsund riportando gravi danni: disincagliato il 5 novembre e portato ad Haugesund per eseguire delle riparazioni di emergenza, il Beitzen si trasferì a Bergen e poi a Stettino il 23 dicembre, ma i lavori di riparazione (che inclusero l'installazione di una nuova prua) non iniziarono prima del 17 gennaio 1944; uscito dal cantiere in giugno, a causa di problemi alle macchine il Beitzen non fu pienamente operativo fino al 5 agosto, quando raggiunse Horten in Norvegia.
Il Beitzen riprese con le operazioni di scorta ai convogli e di posa di mine nello Skagerrak fino a novembre, quando finì nuovamente arenato; i lavori di riparazione procedettero lentamente e l'unità non tornò in servizio fino al 15 febbraio 1945. Il 24 aprile il cacciatorpediniere subì gravi danni in un attacco di bombardieri mentre scortava un convoglio: raggiunto il porto di Oslo, il Beitzen non fu riparato prima della fine delle ostilità nel maggio seguente. L'unità fu catturata dai britannici il 14 maggio e temporaneamente assegnata alla Marina norvegese in attesa della definizione del destino delle navi tedesche catturate; alla fine del 1945 il Beitzen fu assegnato al Regno Unito come riparazione preda bellica e raggiunse Rosyth nel febbraio 1946: si decise di impiegare l'unità come nave bersaglio, ma un grosso allagamento verificatosi tre mesi più tardi spinse a farla spiaggiare per prevenirne un affondamento. Sommariamente riparato, il Beitzen fu posto nella lista delle unità a disposizione nel gennaio 1947 ma non ebbe alcun impiego significativo; il 10 gennaio l'unità fu quindi avviata alla demolizione presso i cantieri di Gateshead.